# Swiss Films
Pour les articles homonymes, voir Swiss.
Swiss Films est une fondation suisse, à but non lucratif, qui a pour objectif de promouvoir et aider la production et la distribution du cinéma en Suisse. Basée à Zurich, cette fondation a été créée en 2004, par fusion de plusieurs fondations préexistantes.
Swiss Films participe aussi à l'organisation du Prix du cinéma suisse.